# Емануеле Джаккеріні
Емануеле Джаккеріні (італ. Emanuele Giaccherini, МФА: [emanuˈɛle dʒakkeˈrini]; нар. 5 травня 1985, Бібб'єна) — італійський футболіст, півзахисник.

## Кар'єра

### «Чезена»
Після гри в молодіжній команді «Чезени» кілька років грав в оренді в клубах італійської Серії C2 «Форлі», «Белларія-Іджеа-Марина» і «Павії».
В Серії А дебютував 28 серпня 2010 року в грі проти «Роми», яка завершилася з рахунком 0:0.

### «Ювентус»
25 серпня 2011 року пройшов медобстеження і підписав 3-річний контракт з туринським клубом. Сума трансферу склала 3 мільйони євро, які будуть виплачуватися протягом трьох років.

## Титули і досягнення
- Чемпіон Італії (2):

«Ювентус»: 2011–12, 2012–13
- Володар Суперкубка Італії з футболу (1):

«Ювентус»:  2012
- Віце-чемпіон Європи: 2012